# Izdvajanje i spremanje ugljikovog dioksida
Izdvajanje i spremanje ugljikovog dioksida (eng. Carbon capture and storage - CCS) je tehnologija za smanjenje emisije CO2 u atmosferu nastalog uporabom fosilnih izvora energije. Njome se ublažava utjecaj korištenja fosilnih goriva na globalno zatopljenje. Ugljikov dioksid (CO2) se izdvaja iz dimnih plinova koncentriranih izvora, kao što su termoelektrane na fosilna goriva i sprema tako da ne ulazi u atmosferu. Elektrane CCS-om mogu smanjiti emisiju CO2  80-90%. Takav oblik smanjenja emisije CO2 je relativno nov, prvi komercijalni primjer datira iz 2000. i nalazi se u Weyburnu.
Izdvajanje i komprimiranje CO2 zahtijeva mnogo energije i time povećava potrošnju goriva, procijenjeno je da bi potrošnja termoelektrane na ugljen porasla za 25-40%, a time bi porasla i cijena proizvedene energije za 21-91% (ovo su procjene za elektrane koje su blizu mjesta na kojem će se spremati CO2, s povećanjem udaljenosti cijena bi dodatno rasla).

## Izdvajanje
Izdvajanje CO2 je primjenjivo na velikim izvorima emisije, kao što su velike elektrane na fosilna goriva ili biomasu, industrijska postrojenja koja ispuštaju znatne količine CO2, postrojenja za čišćenje zemnog plina itd.
Postoje tri osnovna načina izdvajanja CO2:
- izdvajanje poslije izgaranja - CO2 se izdvaja iz dimnih plinova;

- izdvajanje prije izgaranja - fosilno gorivo se prije izgaranja djelomično oksidira i nastaje mješavina ugljikovog monoksida, vode i vodika. Daljnjom pretvorbom vode i monoksida dobiva se CO2 i još vodika. Dobiveni CO2 se izdvaja prije izgaranja i tako se sprječava njegova pojava u dimnim plinovima;

- izgaranje u čistom kisiku - gorivo ne izgara u zraku nego u čistom kisiku čime se postiže da u dimnim plinovima budu samo CO2 i vodena para koja se uklanja hlađenjem i kondenzacijom. Nakon toga CO2 je gotovo čist pa se može transportirati i spremiti.

U ranoj su fazi razvoja još neke tehnologije izdvajanja CO2, primjerice izdvajanje CO2 iz atmosferskog zraka čime bi se kompenzirali nelokalizirani izvori emisija (automobili, avioni itd.)

## Transport
Nakon izdvajanja, CO2 se mora transportirati do mjesta pohrane. Najjeftiniji način prijenosa je transport cjevovodima. SAD je već 2008. imao oko 5800 kilometara cjevovoda za transport CO2 do starijih naftnih polja da bi se mogla povećati količina izvađene sirove nafte. Ta se tehnologija zove EOR (Enhanced Oil Recovery).

## Spremanje
Osmišljeni su različiti oblici trajne pohrane CO2: u plinovitom stanju u unutrašnjosti zemlje, u tekućem stanju u oceanu i kruta pohrana u obliku karbonata.

### Geološka pohrana
Ugljikov dioksid, najčešće nadkritičnog stanja, ubrizgava se izravno u podzemne šupljine. Kao mjesta spremanja, odnosno pohrane, preporučuju se naftna polja, plinska polja, porozne podzemne stijene i neiskoristiva nalazišta ugljena.
Ako su područja za pohranu dobro odabrana, konstruirana i upravljana, IPCC (Intergovernmental Panel on Climate Change) procjenjuje da bi CO2 u njima bio zadržan milijunima godina. 

### Pohrana u oceanu
Nekoliko je koncepata za pohranu CO2 u oceanu:
- cjevovodom ili brodom ubrizgava se CO2 u ocean na dubine između 1000-3000 metara gdje se otapa u morskoj vodi;

- CO2 se ubrizgava na morske dubine veće od 3000 metara gdje se zbog visokog tlaka ukapljuje i postaje gušćim od vode, zbog čega se taloži na morskom dnu u obliku jezera. Pretpostavlja se da bi se tako odgodilo otapanje CO2 u moru i atmosferi za tisuću godina;

- kemijskim reakcijama spojio bi se CO2 s karbonatnim mineralima;

- CO2 se sprema u krutim klatratima koji već postoje na oceanskom dnu.[4]

Utjecaj ovakvog spremanja CO2 je uglavnom negativan i nedovoljno istražen. Velike koncentracije CO2 bi mogle ubiti organizme u oceanu te bi prije ili kasnije CO2 ipak ušao u atmosferu. Osim toga otapanjem CO2 povećat će se kiselost mora s još se neistraženim posljedicama.

### Pohrana u mineralima
Temelji se na egzotermnoj reakciji CO2 i dostupnog metalnog oksida, čime nastaje stabilni karbonat. Takvi se procesi odvijaju i u prirodi čime nastaju velike količine površinskog vapnenca. Reakcija bi se mogla ubrzati povišenjem temperature i/ili tlaka ili predobradom minerala, ali to zahtijeva dodatne količine energije. IPCC procjenjuje da bi elektrana opremljena takvim sustavom za pohranu CO2 trošila 60-180% više energije od elektrane bez CCS-a.

## Ograničenja u primjeni CCS-a

### Povećanje potrošnje
Korištenje tehnologije izdvajanja i spremanja ugljikovog dioksida povećava potrošnu goriva za 10-40% i time zasjenjuje povećanje iskoristivosti koje je ostvareno razvojem tehnologije u posljednjih pedeset godina. Povećana potrošnja goriva za sobom vuče povećanje potrošnje resursa za otprilike jednu trećinu. Implementacijom CCS-a se smanjuje CO2 emisija postrojenja za 85-90%, ali ona ne utječe na smanjenje emisije uzrokavane vađenjem ili transportom goriva, već ju povećava zbog ranije spomenutog rasta potrošnje.

### Pohrana CO2
Tehnologija pohrane CO2 također predstavlja jedno realno ograničenje. Niti jedna od zasad razvijenih tehnologija ne garantira spremanje CO2 bez potencijalnog propuštanja, a pretpostavlja se da bi i male stope propuštanja mogle ugroziti napore za ublažavanjem klimatskih promjena.

### Visoki troškovi
Još jedno bitno ograničenje jest cijena. Greenpeace tvrdi da bi primjena CCS-a mogla rezultirati udvostručenjem troškova elektrana. Protivnici CCS-a prognoziraju da će ulaganja u takve tehnologije udaljiti novčana sredstva od drukčijih rješenja za ublažavanje klimatskih promjena.

## Budućnost CCS-a u Hrvatskoj
Strategija energetskog razvoja Republike Hrvatske donesena 16. listopada 2009. predviđa da će tehnologije hvatanja ugljikovog dioksida i njegovog spremanja biti komercijalno dostupne za desetak godina. Strategija ističe potrebu da se pri izgradnji novih termoelektrana predvidi prostor za naknadnu nadogradnju postrojenja za izdvajanje CO2.

## Poveznice
Energetska politika